# Hiroshi Muramatsu
Hiroshi Muramatsu (村松浩?, Muramatsu Hiroshi; 22 gennaio 1959) è un allenatore di calcio ed ex calciatore giapponese, di ruolo centrocampista.

## Carriera

### Calciatore
Disputò dodici stagioni in Japan Soccer League vestendo la maglia del Mitsubishi Heavy Industries, totalizzando 56 presenze e 4 reti. Nel  suo palmarès figurano tre titoli nazionali e un treble conseguito nella stagione 1978.

### Allenatore
Subito dopo il ritiro dal calcio giocato, avvenuto al termine della stagione 1988-89, rimase nella squadra come assistente dell'allenatore Kazuo Saitō. In seguito alla trasformazione del Mitsubishi Motors in club professionistico con il nome di Urawa Red Diamonds, Muramatsu ricevette un incarico nello staff del settore giovanile, per poi riprendere il ruolo di assistente nella prima squadra. Nei primi anni duemila ottenne degli incarichi dirigenziali nelle selezioni regionali della Japan Football Association mentre, dal 2008 al 2012, allenò gli Urawa Red Diamonds Ladies con cui vinse il titolo nazionale nella stagione 2009.

## Palmarès

### Calciatore
- Japan Soccer League: 2

1978, 1982
- Japan Soccer League Cup: 2

1978, 1981
- Coppa dell'Imperatore: 2

1978, 1980

### Allenatore
- Nadeshiko League Division 1: 1

2009